# Colus caelatus
Colus caelatus är en snäckart som först beskrevs av Addison Emery Verrill och Smith 1880.  Colus caelatus ingår i släktet Colus och familjen valthornssnäckor. Inga underarter finns listade i Catalogue of Life.